# Rauiella lagoensis
Rauiella lagoensis är en bladmossart som beskrevs av William Russell Buck 1991. Rauiella lagoensis ingår i släktet Rauiella och familjen Thuidiaceae. Inga underarter finns listade i Catalogue of Life.